# Krone AG
Krone AG was een fabrikant van telecommunicatieapparatuur in Berlijn. Krone vervaardigde op grotere schaal telefoons zoals de T65 voor de PTT, maar ook componenten voor aanleg van communicatie-infrastructuur, zoals soldeerstroken, LSA-stroken en LSA-PLUS stroken toegepast in openbare telefooncentrales. Hiermee was Krone jarenlang toongevend in de aansluittechniek voor koperen telefoonverbindingen. Krone was via dochterondernemingen vertegenwoordigd in diverse landen op de Europese markt en was ook nauw betrokken bij de ontwikkeling van de T65.

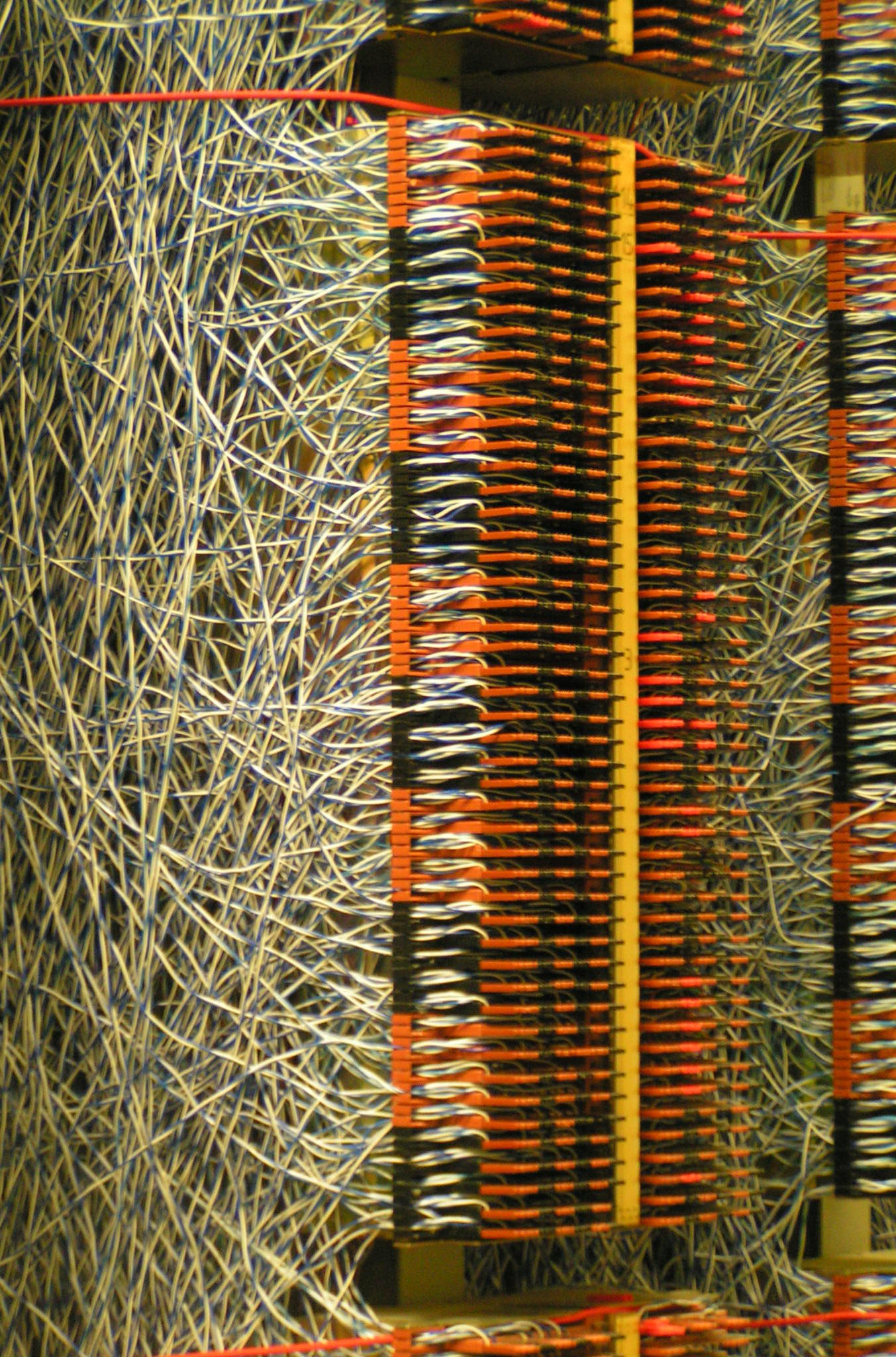
Hoofdverdeler type 70 in een Nederlandse telefooncentrale. Ontwikkeld door Krone en voorloper van LSA-PLUS aansluitstroken.

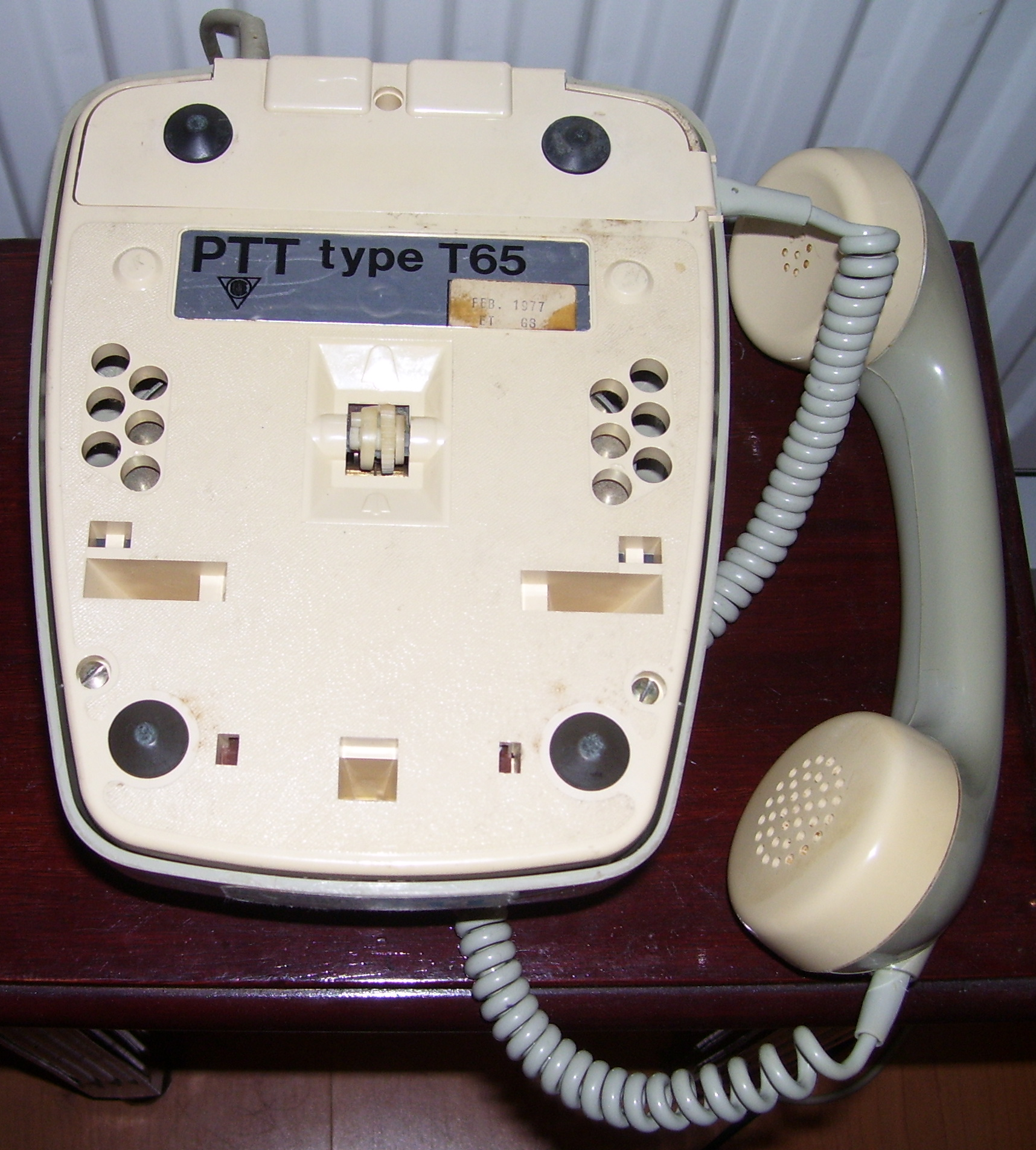
PTT telefoon type T65 met Krone logo

## Geschiedenis
Het bedrijf werd in 1928 opgericht door Gustav Krone in Berlijn. In 1975 trad zijn zoon Klaus Krone toe tot het bedrijf, dat hij later leidde. In 1996 werd het bedrijf verkocht aan Jenoptik. Het uitstapje van Jenoptik naar te telecomsector mislukte. In 1999 werd het bedrijf van de hand gedaan aan GenTek Inc. en in 2004 weer doorverkocht aan ADC Telecommunications. Krone werd vanaf dat moment ADC Krone. ADC werd in 2010 overgenomen door Tyco Electronics en de bedrijfsnaam ADC Krone verdween. Tyco kondigde in het najaar van 2013 de sluiting aan van de fabriek in Berlijn. 31 juli 2014 sloot de fabriek in Berlijn definitief en vanaf dat moment is de productie in het Tsjechische Brno ondergebracht. De nog resterende 230 medewerkers in Berlijn verloren hierbij hun baan.